# RQ-11 Raven
AeroVironment RQ-11 Raven – lekki, rozpoznawczy bezzałogowy statek latający produkcji amerykańskiej. Jest to mały pojazd startujący z ręki operatora, mający dostarczać oddziałom wojskowym informacji o polu walki wokół nich.

## Historia
Raven powstał na przełomie XX i XXI wieku jako pomniejszone rozwinięcie FQM-151 Pointer, który okazał się zbyt duży i ciężki jak na system przenośny. Po początkowych kłopotach wersji Block I ze stabilnością lotu i nadmiernie skomplikowaną procedurą startową AeroVironment opracowało wersję Block II, która trafiła na wyposażenie żołnierzy we wrześniu 2003 roku.

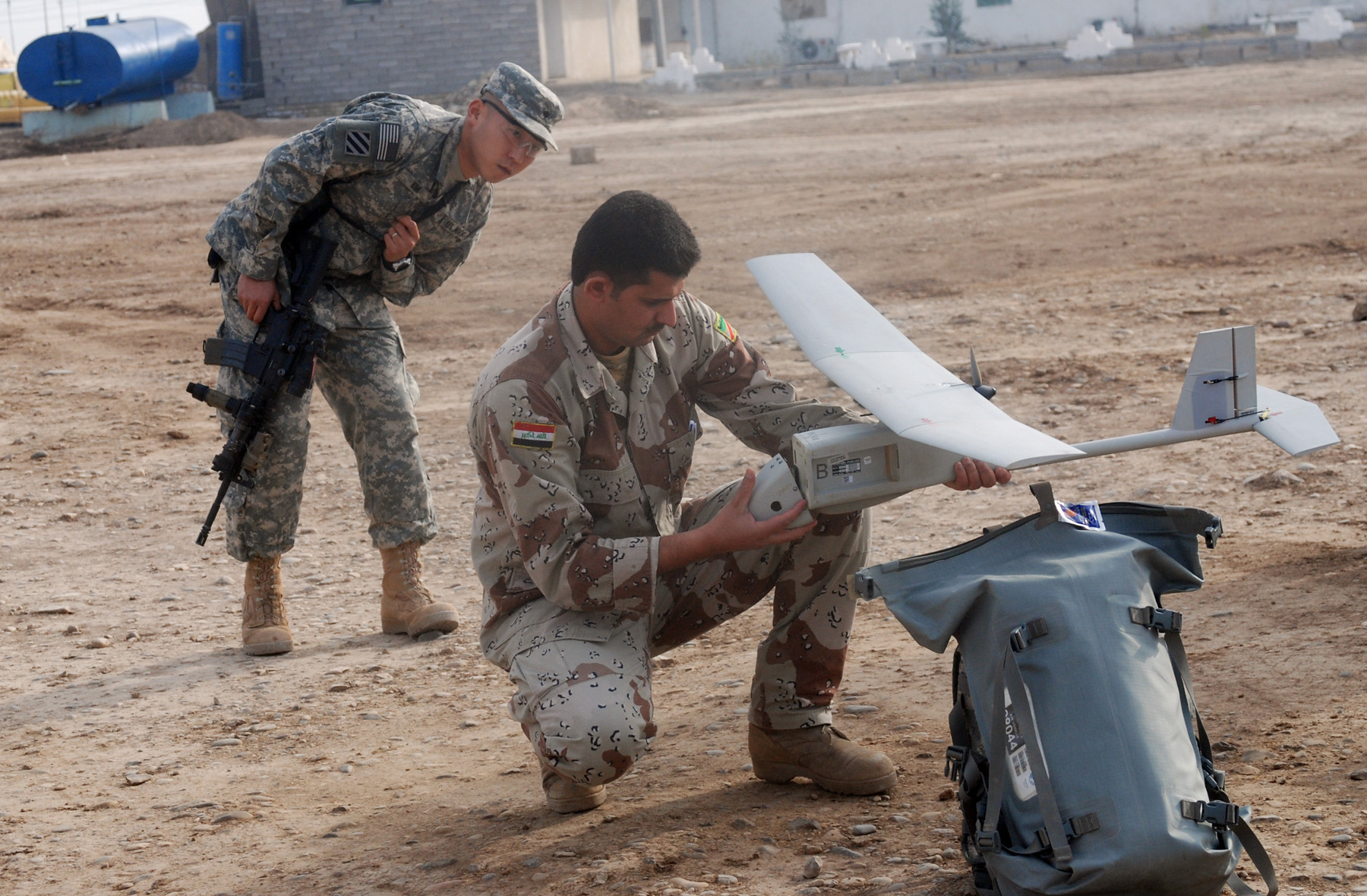
Iracki żołnierz ćwiczy przygotowywanie Ravena do lotu pod okiem amerykańskiego instruktora

Głównym użytkownikiem RQ-11 są Siły Zbrojne Stanów Zjednoczonych: US Army, US Air Force, US Marine Corps i US Special Operations Command, które wykorzystywały go w działaniach bojowych w Afganistanie i Iraku. Oprócz tego mniejszą liczbę Ravenów nabyły państwa takie jak Australia, Włochy, Dania, Wielka Brytania, Holandia, Hiszpania i Ukraina. Trafił również na wyposażenie sił zbrojnych Iraku.
Raveny produkowane są w dwóch wariantach: RQ-11A i zmodernizowanej RQ-11B. Koszt jednego bezpilotowca to około 35 000 dolarów. Jest to obecnie najliczniej używany UAV na świecie, same Stany Zjednoczone posiadają 1700 systemów, a liczba ta ma się docelowo zwiększyć do 2300.

## Opis techniczny
Raven wykonuje zarówno loty sterowane, jak i loty po zaprogramowanej trasie (dzięki wykorzystaniu GPS). Do wykonywania zadań rozpoznawczych może wykorzystywać kamery pracujące w zakresie światła widzialnego lub w podczerwieni, co pozwala mu działać także w nocy. Jego głównym przeznaczeniem jest przekazywanie oddziałom wojskowym informacji o polu walki w czasie rzeczywistym. Może jednak również służyć do podświetlania celów wiązką laserową. Cały system jest obsługiwany przez dwóch operatorów.
RQ-11 działa z reguły na wysokości od 30 do 150 metrów nad ziemią. Ląduje samoczynnie, siadając na kadłubie (bez podwozia). Napędza go silnik elektryczny Aveox 27/26/7-AV, który może rozpędzić maszynę do 81 km/h. Akumulator litowo-jonowy Ravena jest wymienny i może być ładowany bezpośrednio przez podłączenie do Hummera.